# ジブラルタル遺産トラスト
ジブラルタル遺産トラスト（ジブラルタルいさんトラスト、英: Gibraltar Heritage Trust）は、イギリスの海外領土であるジブラルタルの文化遺産・自然遺産の保護・広報を目的として1989年5月1日に法に基づいて設立された非営利団体。

## 基金と責務
このトラストはジブラルタル自治政府・他の民間団体・個人と協力し、文化・教育・観光に益するべく、ジブラルタルの遺産の保護と広報を行なう。トラストの財源は、展覧会の入場料金、ジブラルタル観光委員会 (Gibraltar Tourist Board) が管理する指定施設の入場券売上の一部、寄付からなる。ジブラルタル博物館は自治政府が所有・運営しているが、コレクションの拡充にあたってはトラストが重要な助言と支援を提供している。

## 場所
トラストは重要な建築物と構造物のリストを維持し、それらの保護と修復に助言を提供する。守備隊駐屯地および海軍基地としてのジブラルタルの長い歴史からして、そのリストのほとんどは城壁、堡塁、砲台などの軍事施設である。しかし一方、洞窟のような自然の観光スポットや、教会のような民間施設もある。
トラストが保護と開発の調整を行なっている観光名所のいくつかは、アッパー・ロック自然保護区となるザ・ロックの高い斜面にある。具体的にはオハラ砲台、ネイピア・オブ・マグダラ砲台の100トン・ガン、プリンセス・キャロライン砲台の軍事遺産センター、パースンズ・ロッジ砲台がある。トラストは1990年代後半に、ジブラルタルでも最も印象的な外観の砲台の一つであるパースンズ・ロッジ砲台の修復を手掛けた。この砲台は1884年には先込め施条10インチ砲が3門据えられていた。トラストはこの沿岸の砦を管理し、様々な時代の大砲の例と共に一般公開している。